# 李善雄
李善雄（：／ Lee Seon-woong，1980年7月22日—），廣為人知的藝名為Tablo（韓語：타블로），是韓裔加拿大籍饒舌歌手、詞曲作家、音樂製作人、作家、及嘻哈組合Epik High的隊長。2015年創立音樂廠牌HIGHGRND。
Tablo高中時期便為線上歌手作詞，大學畢業後不顧父母反對來到韓國欲完成音樂夢。2001年，與DJ Tukutz及Mithra Jin組成Epik High，Tablo為主要词曲创作者及制作人，迄今发行十張專輯，三張EP。2011年11月，Tablo发行个人专辑《Fever's End (红疹)》，专辑所有作词、作曲、编曲、制作基本由他一人完成。
組合活動外，Tablo曾為高潤荷、李夏怡、水晶男孩、寶兒與金俊秀、等歌手們製作專輯。Tablo與好友Nell樂團主唱金鐘萬曾組成Borderline發行特定專輯。Tablo的音樂風格多元，如trance、trip hop乃至搖滾。Tablo也是一名作家，2008年以英語本名Daniel Armand Lee出版英文短篇小说集《Pieces of You》，一個月賣出20萬本；2016年發行英文与韩文谚语集《BloNote》。

## 經歷

### 1980年－2003年：早年生活、職業生涯開端
Tablo於1980年7月22日生於印尼雅加達；父親是出身於孤兒院的孤兒，此后成為建築師。Tablo隨家人居住過瑞士及香港，6歲時搬回韓國，8歲時再次搬回加拿大。中學在溫哥華聖喬治學校因將學生自樓梯上推下而被退學，之後轉學至首爾國際學校。大學就讀史丹佛大學，三年間完成英語文學學士學位及創意寫作碩士。他的姐姐与哥哥分别毕业于康奈尔大学与哥伦比亚大学。
Tablo於6歲開始學習鋼琴，10歲學習小提琴。在一次音樂會上，當交響樂團正在演釋布蘭登堡協奏曲時，Tablo自己彈起了侏羅紀公園的曲子，因此被樂團開除。 1997年，韓國歌手金健模看到報紙上的詩詞精选，便聯繫到作者也就是當時16歲的Tablo，讓他為歌曲〈Rainy Christmas〉作詞。 
年少Tablo被診斷患有憂鬱症，而嘻哈音樂成為他的情緒出口。因父親不贊成他以音樂為職業，Tablo經常離家出走。他曾向父母妥協，寄託朋友完成音樂夢，但後來這位朋友死於癌症，也是他重返音樂的原因。Tablo曾言是家人迫使他進入史丹佛大學，甚至在他發行第二張專輯後，仍要求他回到美國就讀法學院。在就讀史丹佛大學期間，他曾與朋友合組地下嘻哈組合「4n Objectz」。

### 2003年－2010年：Epik High成就、個人著作《Pieces of You》
Tablo於地下嘻哈活動中認識Mithra Jin和DJ Tukutz，他們組成Epik High，並在CB Mass指導下，與由Yankie及TopBob組成的TBNY合作錄製首個嘻哈合作企劃。
在Epik High專注於地下嘻哈活動及現代搖滾之際，他們與Woollim娛樂完成簽約。2003年10月21日，Tablo以專輯《Map of the Human Soul》正式作為組合Epik High隊長出道，然而在當時嘻哈音樂尚不流行的韓國，這張專輯在商業上並未取得成功。Epik High直到發行第二張專輯《High Society》才開始受到關注。2005年，Epik High發行第三張專輯《Swan Songs》，原先預計此為他們的最後一張專輯，然而此作品卻在各大排行榜排名第一，並獲得年度嘻哈獎的殊榮。專輯主打單曲〈Fly〉曾出現在遊戲《FIFA 07》中。

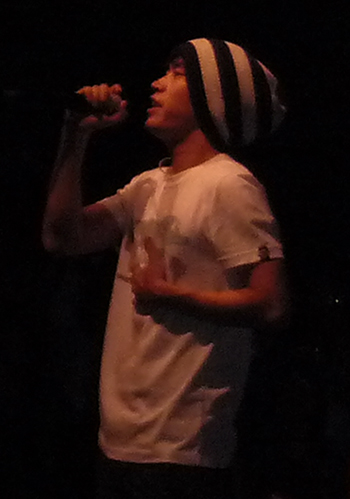
Tablo於舊金山Map the Soul演唱會（攝於2009年）

2007年，發行第四張錄音室專輯《Remapping the Human Soul》，專輯發售第一個月就賣出將近9萬張，是2007年韓國暢銷專輯的第三名，然而由於歌曲牽扯的某些議題，韓國文化體育觀光部認為不適合年輕聽眾，故在這張專輯中的許多歌曲均被列為19禁歌曲，禁止於許多頻道播放並限制專輯購買年齡。
2008年年底，Tablo出版了第一本個人著作《Pieces of You》，原先是以英語寫成，但先於韓國出版，發行首週銷量達5萬冊並成為暢銷作家第一名；而原先的英語版本則於2009年2月出版，Tablo的首本著作得到評論家的肯定。
2008年與Woollim娛樂合約期滿後，Tablo及其成員決定不續約，而是設立個人音樂品牌「Map the Soul」並發行同名專輯《Map the Soul》。透過獨立音樂品牌，Epik High發行了兩張專輯，分別是2009年的《[e]》及2010年的《Epilogue》。2013年11月，Tablo在接受HiphopLE訪問時提及，當時公司高層主管中貪污是造成Map the Soul倒閉的原因。

### 2010年－2011年：學歷事件
2010年，Epik High宣布在成員DJ Tukutz入伍後將暫停組合活動，在此期間Tablo及Mithra將進行個人活動直至DJ Tukutz歸隊。2010年年中，網路上開始有人質疑Tablo在史丹佛的學歷。由2個粉絲專頁主導，其中最為人熟知的網站名為「向Tablo要求真相」（韓語：타블로에게 진실을 요구합니다），又稱「Ta真要」（韓語：타진요）部分網友認為Tablo不可能在短短三年半內從史丹佛大學取得英國文學學士及創意寫作碩士。
專頁管理員以用戶名「whatbecomes」聲稱Tablo的學歷是「不可能的」並公開Tablo前後矛盾的影本，此事件在2010年6月登上韓國頭條新聞。儘管Tablo在網路上公布成績單及其他條法律文件，但許多網友仍不願意相信他，更要求他公開移民文件及畢業文憑等資料。為了反駁這些指控，Tablo於8月下旬回到史丹佛，以鏡頭紀錄註冊組重新印出他的成績證明的過程，並有許多友人及史丹佛教授為Tablo作證，紀錄片分為《追殺大明星》（英語：Tablo Goes to Stanford）及《Tablo與韓國連線》（英語：Tablo and South Korea Online）2集於10月1日及8日於MBC頻道撥出。「向Tablo要求真相」的會員人數幾天內暴增至19萬人，肇因為網友不願相信Tablo以及紀錄片。Tablo與其家庭成員甚至收到死亡威脅，迫使Tablo只能隱藏自己。此外，Tablo不希望影響經紀公司Wooliment娛樂及甫出道的組合INFINITE，最終選擇在爭議期間離開經紀公司。
學歷事件於10月9日有了轉機，警方透過直接向史丹佛大學拿到的文件證實Tablo確實是該校畢業生，南韓警方在國內發起逮捕令並與國際刑警組織合作逮捕專頁管理員「whatbecomes」，是一位57歲的韓裔美國人Eungsuk Kim。此外，Tablo也向22名網友以刑事誹謗提告。由於違反使用條款，網站最終被Naver關閉；儘管南韓警方及史丹佛大學均證實Tablo的學歷為真，仍有超過33,000名網友加入另一個名為「向Tablo要求真相2」（韓語：타블로에게 진실을 요구합니다2），簡稱「Ta真要2」（韓語：타진요 2）的網站。

### 2011年至今：回歸歌壇、Solo出道及組合回歸
2011年9月27日，YG娛樂宣布與Tablo簽約4年，並訂於11月1日發行他的首張個人專輯。雖然只有Tablo簽署與YG娛樂的個人經紀約，但他表示這不代表Epik High解散。2011年10月14日，公開單曲〈Airbag〉。2011年10月21日，YG娛樂宣布新專輯《紅疹》（韓語：열꽃）將分為兩部分發行，第一部分於近期發售，至於第二部分將另行計畫。
2012年9月27日，YG娛樂透過官方網站表示Epik High將於10月回歸睽違三年的歌壇，其首支單曲《冷》（韓語：춥다）將與SBS選秀節目《K-pop Star》亞軍李遐怡合作，於10月9日發行，並收錄於10月19日發行的回歸專輯《99》。
2013年10月，Tablo攜獨女Haru參加KBS親子節目《超人回來了》。
2014年4月21日，重返電台主持人位置。廣播節目名為《Tablo的夢想電台》，並主持至2015年止。3月，與中國知名女歌手周筆暢合作。10月18日，因Pangyo Techno Valley歌謠祭意外事件發生，公司決定延遲公開《Born Hater》的音樂錄影帶，這首歌曲收錄在Epic High的第八張專輯《鞋櫃》，並與許多嘻哈歌手如Beenzino、Verbal Jint、組合WINNER成員宋旻浩及組合iKON成員B.I、Bobby合作。

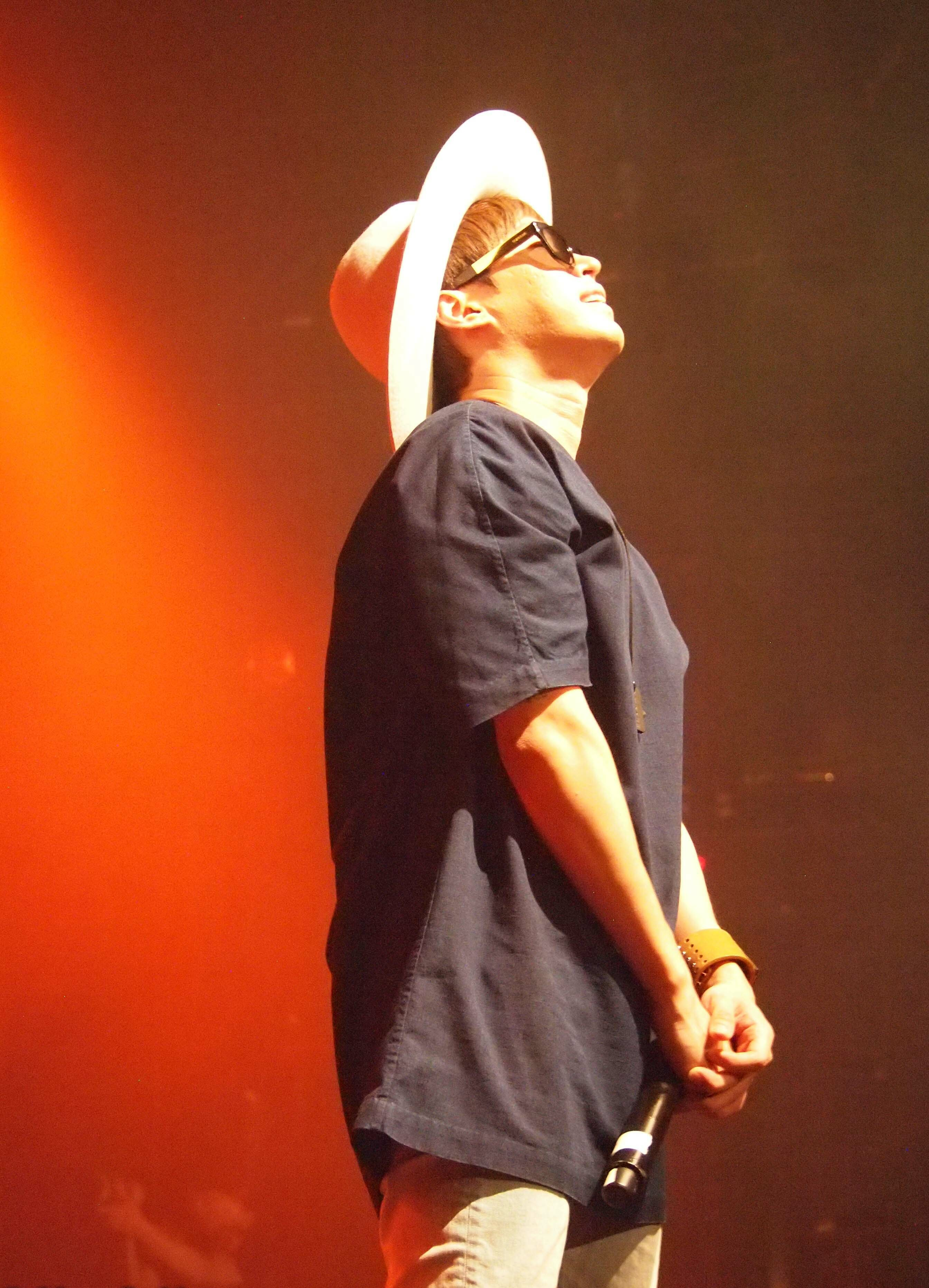
2015年南美巡演紐約站

2015年8月31日，Tablo預告與美國饒舌歌手Pro Era及Joey Badass的合作歌曲〈Hood〉將於同年9月5日發行。
2016年，為水晶男孩睽違16年的專輯主打曲〈三個字〉作詞作曲，歌曲講述戀人分離後再次相聚的故事。

## 個人生活
Tablo於2009年10月27日，與韓國影后姜惠貞結婚。2010年，女兒出生。

## 作家生涯
2008年，Tablo發行他的個人短篇故事集《Pieces of You》，英語版本則發行於2009年。2016年，他的第二本著作《BloNote》將以粉色封面版於韓國發售，由他親自翻譯的英語版預計以黑色封面版於12月21日發行。《BloNote》是紀錄他在擔任《Tablo的夢想電台》主持人期間的故事。

## 音樂作品

### 迷你專輯
| 紅疹Part1                                                | - 發行日期：2011年10月21日 - 唱片廠牌：YG娛樂 | 12 | － | 4  | 韓：11,099 |
| 紅疹Part 2                                               | - 發行日期：2011年11月1日 - 唱片廠牌：YG娛樂  | 13 | 21 | 21 | 韓：11,099 |
| 「－」表示該專輯未有在榜上排名或未有資料或沒有在當地發行 |                                               |    |    |    |            |

### 單曲

#### 作為主要歌手
| 雨的狂想曲                                               | 2005年 | － | － | 非專輯單曲                                 |
| Eternal Morning （和Pe2ny）                              | 2008年 | 4  | － | Eternal Morning: Soundtrack to a Lost Film |
| Airbag （feat. Naul）                                    | 2011年 | 4  | 5  | 紅疹Part 1                                 |
| Bad （feat. Jinsil）                                     | 2011年 | 3  | 4  | 紅疹Part 1                                 |
| Tomorrow （feat. 太陽）                                  | 2011年 | 2  | 3  | 紅疹Part2                                  |
| 「－」表示該專輯未有在榜上排名或未有資料或沒有在當地發行 |        |    |    |                                            |

#### 作為配唱歌手
| 歌曲名稱                | 發行年份 | 合作歌手                     | 收錄專輯                    |
| ----------------------- | -------- | ---------------------------- | --------------------------- |
| New Joint (Remix)       | 2002年   | DJ Honda、PMD                | Underground Connection      |
| Sky High                | 2004年   | 不適用                       | 男生女生向前走              |
| Excuse Me               | 2004年   | Dynamic Duo、DJ Wrecks       | Taxi Driver                 |
| Let Me Love You         | 2005年   | 李玟雨                       | IInd Winds                  |
| The City                | 2005年   | 朴正炫                       | Cosmorama                   |
| Love Mode               | 2006年   | 酷懒之味                     | Pinch Your Soul             |
| Cha Ryut!               | 2006年   | TBNY、Dynamic Duo            | Masquerade                  |
| School of Hip-hop       | 2006年   | Gaknaguene、Garion           | Green Tour                  |
| Never Know              | 2006年   | 林正姬                       | Thanks                      |
| Somnolency              | 2006年   | Bobby Kim                    | Follow Your Soul            |
| I'm Coming              | 2006年   | Rain                         | Rain’s World                |
| Rainbow                 | 2006年   | Infinite Flow、金鐘萬        | More Than Music             |
| The 'M' Style           | 2007年   | 李玟雨                       | Explore M                   |
| It's All Over Anyway    | 2007年   | Kang Kyun-sung               | A Path of Love              |
| Downhill                | 2007年   | Verbal Jint、Mithra Jin      | Favorite                    |
| Talk Play Love          | 2007年   | 寶兒、金俊秀、陳珤羅         | AnyBand                     |
| Promise                 | 2007年   | 寶兒、金俊秀、陳珤羅         | AnyBand                     |
| Daydream                | 2007年   | 寶兒、金俊秀、陳珤羅         | AnyBand                     |
| Alive                   | 2008年   | Pe2ny、Yankie                | Alive Soul Cuts Vol. 1      |
| Memory (Rap Mix)        | 2008年   | 高潤荷                       | Someday                     |
| I Love You              | 2008年   | Navi                         | I Love You                  |
| Keep Pushin'            | 2009年   | Kero One                     | E.B. Korean Sessions        |
| When the Sunshine Comes | 2009年   | Kero One、Mithra Jin         | E.B. Korean Sessions        |
| Smiles & Crys           | 2010年   | Dok2                         | Thunderground Mixtape Vol.2 |
| Asian Kids              | 2010年   | Kero One                     | Asian Kids                  |
| I.N.D.O                 | 2013年   | yankie                       | Yankie Proverbs Chapter 1   |
| Lovestrong              | 2013年   | SALTNPAPER                   | SALTNPAPER Mini Album       |
| 花                      | 2015年   | 金俊秀                       | Flower                      |
| Daydream                | 2015年   | 聖圭、金鐘萬                 | 27                          |
| Cave Me In              | 2017年   | Gallant、Eric Nam            | Cave Me In                  |
| Fire Water              | 2017年   | Code Kunst、G.Soul           | Muggles' Mansion            |
| rain bird               | 2018年   | Code Kunst、Colde (Offonoff) | rain bird                   |
| LOVE YOU!               | 2023年   | 金必                         | LOVE YOU!                   |

## 影視作品

### 電影
- 荒誕的自殺騷動（2007年）

### 電視劇
- MBC《Non-stop第五季》（主演）
- MBC《不可阻擋的High Kick》（客串）

### 常驻综艺
- 爱奇艺《新说唱2024》（担任明星制作人）

### MV
- Stray Kids《MEGAVERSE》(2023年)

## 獲獎及提名列表
| 年份   | 頒獎典禮         | 獎項         | 提名項目 | 結果 | 引用資料 |
| ------ | ---------------- | ------------ | -------- | ---- | -------- |
| 2011年 | Mnet亞洲音樂大獎 | 最佳饒舌表演 | 〈Bad〉  | 提名 | [ 45 ]   |

## 引用資料
1. ↑  . Aisa-e. 2009-09-09  [2017-01-16]. （原始内容存档于2014-02-01） （韩语）.
2. ↑  . 《레이디 경향》. 2009-09-08 （韩语）.
3. 1 2  . 2007-02-28  [2016-09-08]. （原始内容存档于2016-09-21）.
4. 1 2 3 4 5  . NAVER TV. 2007-05-15  [2016-09-08] （韩语）.
5. ↑  . NAVER TV. 2005-03-10  [2016-09-03]. （原始内容存档于2018-10-05） （韩语）.
6. ↑  . The Stanford Daily. 2010-09-27  [2016-09-03]. （原始内容存档于2020-08-09） （英语）.
7. 1 2 3 4 5  . The Stanford Daily.   [2016-09-03]. （原始内容存档于2020-12-12） （英语）.
8. ↑  . kpopstarz.   [2017-03-19]. （原始内容存档于2020-12-12） （英语）.
9. ↑  . 2010-04-30  [2017-02-08]. （原始内容存档于2017-03-01）.
10. ↑  . Map the Soul, Inc. 2005-10-05. （原始内容存档于2009-08-05）.
11. ↑  . Arirang TV. 2007-03-12. （原始内容存档于2012-05-13）.
12. ↑  . eDaily. 2008-01. （原始内容存档于2009-02-03） （韩语）.
13. ↑  . The Korea Times.   [2012-03-31].[]
14. ↑  . Korea Joongang Daily. 2008-09-19  [2016-10-22]. （原始内容存档于2018-06-27） （英语）.
15. ↑  . Unitas Libro.   [2016-10-22]. （原始内容存档于2012-05-11） （韩语）.
16. ↑  . KoME U.S.A.   [2015-03-11]. （原始内容存档于2020-12-12）.
17. ↑  .   [2016-10-22]. （原始内容存档于2020-12-12） （英语）.
18. ↑  .   [2015-03-11]. （原始内容存档于2019-10-23）.
19. ↑  . hiphople. 2013-11-15  [2017-02-23]. （原始内容存档于2014-02-08） （韩语）.
20. 1 2 3  Abbott, Kate. . The Stanford Daily. 2010-09-27  [2017-01-16]. （原始内容存档于2020-08-09）. 参数|newspaper=与模板{{cite web}}不匹配（建议改用{{cite news}}或|website=） (帮助)
21. ↑  . The Korea Herald. 2010-09-29  [2016-12-30]. （原始内容存档于2020-12-12） （英语）.
22. ↑  . The Korea Herald. 2010-08-27  [2016-12-30]. （原始内容存档于2012-03-06） （英语）.
23. ↑  . chosun. 2010-10-08  [2017-02-23]. （原始内容存档于2017-02-24） （韩语）.
24. 1 2  Davis, Joshua. . Wired. April 24, 2012  [16 August 2015]. （原始内容存档于2020-08-08）.
25. ↑  . Allkpop. 2014-10-30  [2016-12-30]. （原始内容存档于2018-10-06）.
26. ↑  .   [2015-03-11]. （原始内容存档于2011-07-12）.
27. ↑  . HanCinema.   [2016-12-30]. （原始内容存档于2018-10-30）.
28. ↑  . Asia Pacific Arts. 2011-09-28  [2017-01-16]. （原始内容存档于2014-10-24）.
29. ↑  .   [2016-12-30]. （原始内容存档于2012-01-24）.
30. ↑  .   [2016-12-30]. （原始内容存档于2012-01-25）.
31. ↑  . allkpop. 2012-07-25  [2017-01-16]. （原始内容存档于2012-11-01）.
32. ↑  .   [2016-12-30]. （原始内容存档于2013-10-19）.
33. ↑  . The Korea Times. 2014-04-15  [2017-01-16]. （原始内容存档于2020-12-12）.
34. ↑  . 2014-04-10  [2017-01-16]. （原始内容存档于2018-08-29）.
35. ↑  Kuang, Robert. . http://www.kpopstarz.com/. KpopStarz.   [2016-12-30]. （原始内容存档于2020-12-12）.
36. ↑  James, Lily. . http://www.kpopstarz.com/. kpopztarz.   [2016-12-30]. （原始内容存档于2020-12-12）.
37. ↑  Lifson, Samantha Marie. .   [2017-01-16]. （原始内容存档于2020-12-12）.
38. ↑  . bntNEWS. 2016-10-07  [2017-01-16].
39. ↑  . 韓星網. 2016-10-27  [2016-09-01].
40. ↑  . Allkpop. 2010-05-02  [2016-12-28]. （原始内容存档于2012-01-17） （英语）.
41. ↑  . YesAsia.   [2016-12-30]. （原始内容存档于2018-02-18） （英语）.
42. 1 2  韓語迷你專輯在Gaon Chart成績：
  - . Gaon Chart.   [2016-05-09]. （原始内容存档于2015-02-11） （韩语）.
43. 1 2 3  . Billboard.   [2016-05-09]. （原始内容存档于2016-04-05）.
44. ↑  Fever's End累積銷量：
  - . Gaon Chart.   [2016-05-09]. （原始内容存档于2015-05-10） （韩语）.
  - . Gaon Chart.   [2016-05-09]. （原始内容存档于2017-01-18） （韩语）.
45. ↑  .   [2016-12-30]. （原始内容存档于2014-12-09）.

## 外部連結
- 李善雄的X（前Twitter）
- 李善雄的Instagram帳戶
- 李善雄的新浪微博